# Sean Morrison
Sean Joseph Morrison (Plymouth, Inglaterra, Reino Unido, 8 de enero de 1991) es un futbolista inglés. Juega como defensa y se encuentra sin equipo tras abandonar el Rotherham United F. C.

## Trayectoria
Morrison se formó en la academia del Plymouth Argyle, pero debutó como futbolista profesional con el Swindon Town de la League One en abril de 2008 ante el Gillingham.
En 2011, firmó con el Reading. Luego de un corto período a préstamo con el Huddersfield Town, regresó al Reading donde debutó en la derrota ante el Charlton Athletic por la Copa de la Liga.
En enero de 2012 volvió al Huddersfield en calidad de préstamo hasta el final de la temporada, ayundando al equipo a clasificar a la Football League Championship.
En agosto de 2014 firmó un contrato de cuatro años con el Cardiff City. En septiembre de 2016 fue nombrado capitán del equipo.
En febrero de 2022 sufrió una lesión que lo dejó fuera por el resto de la temporada. Terminó su contrato con el club en julio y fue descartado por el equipo para su recuperación. Finalmente se quedó y en enero de 2023, una vez ya estaba preparado para volver a jugar, abandonó el club y fichó por el Rotherham United F. C.

## Selección nacional
Internacionalmente, Morrison puede representar a las selecciones nacionales de Inglaterra y de Irlanda.

## Clubes
| Club                                | País       | Año       |
| ----------------------------------- | ---------- | --------- |
| Swindon Town F. C.                  | Inglaterra | 2008-2011 |
| Southend United F. C. (cedido)      | Inglaterra | 2009-2010 |
| Reading F. C.                       | Inglaterra | 2011-2014 |
| Huddersfield Town A. F. C. (cedido) | Inglaterra | 2011-2012 |
| Cardiff City F. C.                  | Gales      | 2014-2023 |
| Rotherham United F. C.              | Inglaterra | 2023-2024 |